# تئوری عدم تعادل پولی
تئوری عدم تعادل پولی محصول مکتب پول‌گرایی است و عمدتاً در آثار للاند ییگر و اقتصاددانان کلان مکتب اتریش نمایش داده می‌شود. مفاهیم پایه ای تعادل و عدم تعادل پولی با توجه به تقاضای هر شخص برای تعادل نقدی توسط میزز (۱۹۹۲) در تئوری پول و اعتبار تعریف شد.
عدم تعادل پولی یکی از سه نظریه نوسانات اقتصاد کلان می‌باشد که نقش مهمی را به پول به می‌دهد، دو نظریه دیگر نیز همان نظریه اتریشی چرخه کسب‌وکار و و یک نظریه دیگر مبتنی بر انتظارات عقلایی هستند.

## تاریخچه

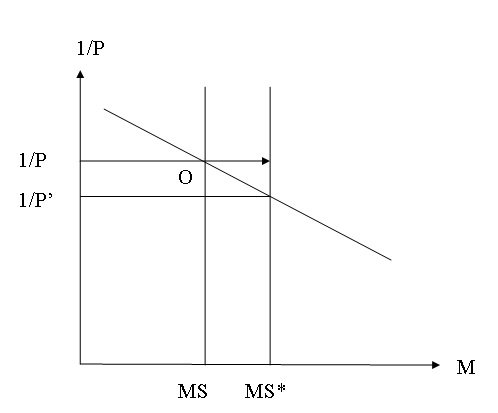
عدم تعادل پولی

نظریه للند یگر(۱۹۶۸) دربارهٔ عدم توازن پولی با خواص بنیادی پول آغاز می‌شود.
نقش پول به عنوان واسطه پذیرفته شده تبادل یکی از مهم‌ترین ویژگی‌ها می‌باشد. دو ویژگی دیگر که یگر(Yeager) بر آن‌ها تأکید کرده این است که تقاضا برای پول، یک تقاضا برای حفظ تراز مانده حقیقی پول است و گرفتن پول یک «routineness» است که آن را از کالاهای دیگر متمایز می‌کند. او در واقع استفاده مؤثر از رویکرد موازنه پول نقد را به تقاضا برای پول تبدیل کرد. هنگامی که ما این دو ویژگی را ترکیب می‌کنیم، تمایزی بین تراز مالی واقعی و مطلوب بدست می‌آوریم. تفاوت بین دارایی‌های حقیقی و مورد نظر افراد، دلایل مشابهی از آن‌ها هستند که بر سطح مخارج تأثیر می‌گذارند. افزایش تفاوت بین تراز پول واقعی و مطلوب، هنگامی که تورم یا کاهش قیمت را داریم، در اقتصاد به‌طور گسترده نشان داده می‌شوند.
این مدل یک جایگزین برای نظریه ادوار تجاری ارایه می‌دهد و نظریه مقداری پول تنها یک نظریه بلند مدت از سطح قیمت محسوب می‌شود. در حالی که به‌طور گسترده‌ای در اقتصاد اتفاق نظر وجود دارد که سیاست پولی می‌تواند فعالیت واقعی در اقتصاد را تحت تأثیر قرار دهد، نظریه چرخه کسب و کار حقیقی این اثرات را نادیده می‌گیرد. این نظریه همچنین به تأثیرات سیاست پولی در بخش‌های واقعی اقتصاد یعنی مقدار و ترکیب خروجی نیز می‌پردازد.
تئوری عدم تعادل پولی بیان می‌کند که خروجی (یا نه تنها) قیمت‌ها و دستمزدها، در نوسان با تغییر در عرضه پول واکنش می‌دهند. تا این حد که قیمت‌ها به صورت چسبنده نشان داده می‌شوند. این «عدم تعادل پولی» است که در آن نظریه ادعا می‌کند که بر اقتصاد در شرایط واقعی تأثیر می‌گذارد؛ بنابراین، تغییرات در تأمین پول در ابتدا منجر به تغییر خروجی در همان مسیر، به همان اندازه متمایز از تغییر قیمت خواهد شد. در نتیجه، افزایش عرضه پول، کارگران و کسب و کارها را برای تأمین بیشتر، بدون اینکه گرفتار این کار شوند، ایجاد خواهد کرد. در شرایطی که قراردادهای تأمین مالی، شرکت‌ها با کنارگذاشتن کارگران واکنش نشان می‌دهند. به این ترتیب، نظریه مربوط به بیکاری غیرارادی است. عدم توازن بین عرضه و تقاضا برای پول تا زمانی وجود دارد که عرضه اسمی به‌طور خودکار با تقاضای اسمی تنظیم نشود.

## تئوری اولیه تعادل پولی
اقتصاددان سوئدی ناوت ویکسل (۱۸۹۸) یکی از اصلی‌ترین ایده پردازان این نظریه بود. او در درجه اول به رفتار سطح عمومی قیمت، به عنوان عامل تأثیرگذار بر نرخ‌های بهره توجه می‌کرد. همان‌طور که توسط گونار میردال در سال ۱۹۳۹ توصیف شد، تعریف ارایه‌شده توسط ویکسل براساس وجود سه شرط است.
اول، در بین آن‌ها تعادل نرخ طبیعی بهره و نرخ سود است. شرط دوم تعادل پولی، تعادل در بازار سرمایه است. این تعادل بین عرضه و تقاضا برای پس‌انداز می‌باشد؛ و در نهایت، شرط سوم تعادل پولی، تعادل در بازار کالا به عنوان سطح قیمت پایدار تعریف می‌شود.
با این حال، میردال دارای یک موضع متفاوت براین مسئله است. او این احتمال رامی پذیرد که افزایش پس‌انداز ممکن است نرخ بهره را کاهش دهد و در نتیجه افزایش سرمایه‌گذاری را کاهش دهد؛ اما فکر می‌کند که این یک عامل بسیار قوی است و بنابراین عملکرد متعادل سازی نرخ سود را در بازار سرمایه از دست می‌دهد.
دو نکته مهم در رابطه با تعادل پولی باید بیان شود. اول اینکه، هیچ رابطه ای بین تعادل پولی و عمومی وجود ندارد. این کاملاً با عدم تعادل در بازارهای مختلف برای کالاها و خدمات سازگار است. دوم، تعادل پولی را می‌توان به عنوان یک هدف سیاسی مطلوب از سوی سیستم‌های پولی تلقی کرد.

## تعادل پولی در مکتب اتریشی
مفهوم تعادل پولی اساساً یک نوع تعریف اروپایی است. بیشتر کار از این دکترین توسط اقتصاددانان سوئدی، بریتانیایی و اتریشی انجام شده‌است. این رویکرد با کار ناوت ویکسل در توسعه مفاهیم نرخ سود طبیعی و بازار شروع می‌شود. ویکسل معتقد است که اگر دو نرخ برابر باشند، سطح قیمت ثابت خواهد بود و هر تفاوتی در دو نرخ خود را به عنوان تغییراتی در ارزش پول نشان خواهد داد. کار ویکسل یک ارتباط شفاف در اتریش داشت که به نظریه باورک (اویگن بوم فون باورک) سرمایه در توسعه مفاهیم تکیه داشت. نماینده رویکرد تعادل پولی بریتانیا عمدتاً دنیس روبرت سان (Dennis Robertson) بود.
رابطه میزز (Mises) با این نظریه مبهم است. به گفته لودویگ فان میزز تعادل پولی در ابتدا در سطح فردی اتفاق می‌افتد. هر شخص می‌خواهد که پول نقد خود را برای معاملات آینده حفظ کند، برای نمونه، هم برنامه‌ریزی شده باشد و هم مشروط. این تعادل پول مطلوب فرد، تقاضای پول او را تشکیل می‌دهد و براساس ارزیابی ذهنی او از نگهداری پول در مقایسه با ارزیابی آن‌ها از به دست آوردن کالاها و خدمات بیشتر است. میزان پولی که فرد در اختیار دارد عرضه پول اوست. افراد سعی خواهند کرد دارایی‌های نقدی و واقعی خود را از طریق رفتار مالی خود به برابری برسانند.

## ترکیب نظریه Yeager و تئوری اتریشی
تئوری عدم تعادل پولی، همواره بخشی از نظریه پولی اتریشی بوده‌است. ویژگی‌های قابل توجه تئوری عدم تعادل پولی به جز گنجاندن سطح پایدار قیمت در تئوری اتریشی به مدت طولانی ارائه شده‌است. اغلب اقتصاددانان مدرن اتریش بر روی اثرات تورم بیش از زیان ناشی از کاهش قیمت تأکید می‌کنند. این عمدتاً به این دلیل است که تورم یک مشکل جدی تر در سیستم فعلی است و کاهش قیمت نتیجه تورم قبلی می‌باشد.

## تعادل پولی، پول قرضی و نرخ سود
در مورد بازار وجوه قابل استقراض، ما باید در مورد مفاهیم Ex - anteو Ex - post بحث و گفتگو کنیم. Ex_ante چیزی است که مردم می‌خواهند و Ex - post چیزی است که در فرایند بازار اتفاق می‌افتد. در مورد تعادل بازار، آنچه که متقاضیان می‌خواهند انجام دهند دقیقاً برابر با چیزی است که تأمین کنندگان می‌خواهند انجام دهند. این تصویر در شکل نشان داده شده‌است. تعادل در اینجا ex-ante است. با این حال، تضمین نمی‌کند ex - post با آن تطبیق داشته باشد، به خصوص اگر کارآفرینان مانع از یافتن قیمتی شوند که در بازار تعادل ایجاد کند. بیایید مورد سقف قیمت را در نظر بگیریم. در این قیمت مقدار درخواست شده از مقدار عرضه شده در پی عدم تعادل Ex-ante بیشتر خواهد کرد.
اگردر فرایند بازاریابی در این سناریو درآمد حاصل شود، خواهیم دید که مقدار خریداری شده برابر با مقدار فروش است و یک برابری ex - post وجود دارد. این امر به این دلیل اتفاق می‌افتد که متقاضیان قادر نیستند خواسته‌های خود را به دلیل سقف قیمت مناسب سازند.
در موازنه بازار وجوه قابل استقراض، طرح‌های پیش‌بینی شده برای پس‌انداز کنندگان و سرمایه گذاران به‌طور دقیق مطابقت دارند. تعادل پولی دارای پیامدهایی برای نرخ بهره می‌باشد زیرا بین نرخ سود بازار و نرخ بهره، تمایزی وجود دارد. نرخ سود بانک‌ها در واقع نرخی است که درآن بانکها در بازار وجوه قابل استقراض شارژ می‌شوند در حالی که نرخ بهره طبیعی مربوط به ترجیحات زمانی پس‌انداز کنندگان و وام گیرندگان است که در ارائه عرضه و تقاضا برای وجوه قابل استقراض (در شکل) بیان شده‌است.

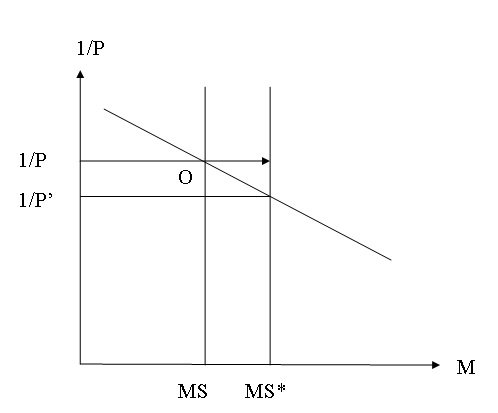
بازار وام‌های قابل پرداخت

سیستم پولی یک منبع اختلال در زمانی نیست که تعادل پولی وجود داشته باشد، اما در زمان عدم تعادل پولی، سیستم با منحرف کردن منابع تولید شده در طول فرایند تبدیل اولویت‌ها به تقاضا و عرضه وجوه قابل استقراض، به منبعی از تولید عدم تعادل تبدیل می‌شود. برای مقادیرex-ante (پیش‌بینی شده) بعدی و ex-post, یک نفر باید از دست داده شود؛ علاوه بر این فرایند تنظیم مستلزم هزینه‌های اجتماعی قابل توجه است. حالا فرض کنیم که در بازار مازاد عرضه وجود دارد. بانک‌ها وجوه قابل استقراض بیشتری نسبت به تمایل واقعی مردم به پس‌انداز کردن آن‌ها با ترجیحات زمان خود ایجاد می‌کنند. این امر منجر به کاهش نرخ سود در بازار می‌شود زیرا بانک‌ها سعی خواهند کرد تا وام گیرندگان جدید را با تأمین مالی مازاد خود به دام بیندازند، اما نرخ طبیعی همچنان یک سان باقی می‌ماند زیرا هیچ منبع اضافی از وجوه قابل استقراض از مردم تأمین نشده‌است.